# 安德鲁·贾斯蒂斯
安德鲁·贾斯蒂斯（英語：Andrew Justice，1951年1月19日—2005年6月17日），英国男子赛艇运动员。他曾代表英国参加1976年和1980年夏季奥林匹克运动会赛艇比赛，其中1980年奥运会获得一枚银牌。